# Coupe du monde de triathlon 2022
Navigation
Édition précédente Édition suivante
La coupe du monde de triathlon 2022 est composée de huit courses organisées par la Fédération internationale de triathlon (World Triathlon). Depuis 2009, le classement final n'existe plus et les points gagnés sur ces étapes sont intégrés au séries mondiales de triathlon qui décernent le titre de champion du monde de triathlon.

## Calendrier
| Date            | Ville        | Pays               | Distance |
| --------------- | ------------ | ------------------ | -------- |
| 28-29 mai       | Arzachena    | Italie             | S        |
| 18-19 juin      | Huatulco     | Mexique            | S        |
| 27-28 aout      | Bergen       | Norvège            | S        |
| 3-4 septembre   | Valence      | Espagne            | S        |
| 10-11 septembre | Karlovy Vary | République tchèque | M        |
| 1-2 octobre     | Tongyeong    | Corée du Sud       | M        |
| 29-30 octobre   | Miyazaki     | Japon              | S        |
| 13 novembre     | Viña del Mar | Chili              | S        |

## Résultats

### Arzachena[1]
| Position           | Hommes            | Hommes      | Hommes      | Femmes         | Femmes | Femmes         |
| Position           | Nom               | Pays        | Temps       | Nom            | Pays   | Temps          |
| ------------------ | ----------------- | ----------- | ----------- | -------------- | ------ | -------------- |
| Médaille d'or      | Jonathan Brownlee | Royaume-Uni | 54 min 8 s  | Sandra Dodet   | France | 1 h 0 min 31 s |
| Médaille d'argent  | Manoel Messias    | Brésil      | 54 min 24 s | Julie Derron   | Suisse | 1 h 0 min 35 s |
| Médaille de bronze | Tom Richard       | France      | 54 min 35 s | Luisa Baptista | Brésil | 1 h 0 min 36 s |

### Huatulco[2]
| Position           | Hommes           | Hommes  | Hommes      | Femmes         | Femmes    | Femmes         |
| Position           | Nom              | Pays    | Temps       | Nom            | Pays      | Temps          |
| ------------------ | ---------------- | ------- | ----------- | -------------- | --------- | -------------- |
| Médaille d'or      | Genis Grau       | Espagne | 53 min 47 s | Annika Koch    | Allemagne | 1 h 0 min 1 s  |
| Médaille d'argent  | Tyler Mislawchuk | Canada  | 53 min 48 s | Emy Legault    | Canada    | 1 h 0 min 13 s |
| Médaille de bronze | Miguel Hidalgo   | Brésil  | 53 min 50 s | Bianca Seregni | Italie    | 1 h 0 min 15 s |

### Bergen[3]
| Position           | Hommes               | Hommes  | Hommes      | Femmes           | Femmes      | Femmes         |
| Position           | Nom                  | Pays    | Temps       | Nom              | Pays        | Temps          |
| ------------------ | -------------------- | ------- | ----------- | ---------------- | ----------- | -------------- |
| Médaille d'or      | Dorian Coninx        | France  | 55 min 37 s | Tilda Månsson    | Suède       | 1 h 2 min 48 s |
| Médaille d'argent  | Kristian Blummenfelt | Norvège | 55 min 38 s | Jolien Vermeylen | Belgique    | 1 h 2 min 49 s |
| Médaille de bronze | Vetle Bergsvik Thorn | Norvège | 55 min 42 s | Kate Waugh       | Royaume-Uni | 1 h 2 min 54 s |

### Valence[4]
| Position           | Hommes          | Hommes     | Hommes      | Femmes               | Femmes    | Femmes      |
| Position           | Nom             | Pays       | Temps       | Nom                  | Pays      | Temps       |
| ------------------ | --------------- | ---------- | ----------- | -------------------- | --------- | ----------- |
| Médaille d'or      | Manoel Messias  | Brésil     | 50 min 14 s | Lisa Tertsch         | Allemagne | 55 min 17 s |
| Médaille d'argent  | Mario Mola      | Espagne    | 50 min 18 s | Anahi Alvarez Corral | Mexique   | 55 min 19 s |
| Médaille de bronze | Matthew McElroy | États-Unis | 50 min 25 s | Léonie Périault      | France    | 55 min 24 s |

### Karlovy Vary[5]
| Position           | Hommes          | Hommes     | Hommes          | Femmes           | Femmes     | Femmes         |
| Position           | Nom             | Pays       | Temps           | Nom              | Pays       | Temps          |
| ------------------ | --------------- | ---------- | --------------- | ---------------- | ---------- | -------------- |
| Médaille d'or      | Csongor Lehmann | Hongrie    | 1 h 51 min 10 s | Léonie Périault  | France     | 2 h 5 min 4 s  |
| Médaille d'argent  | Matthew McElroy | États-Unis | 1 h 51 min 20 s | Bianca Seregni   | Italie     | 2 h 5 min 46 s |
| Médaille de bronze | Lasse Lührs     | Allemagne  | 1 h 51 min 42 s | Summer Rappaport | États-Unis | 2 h 6 min 29 s |

### Tongyeong[6]
| Position           | Hommes           | Hommes      | Hommes          | Femmes           | Femmes    | Femmes          |
| Position           | Nom              | Pays        | Temps           | Nom              | Pays      | Temps           |
| ------------------ | ---------------- | ----------- | --------------- | ---------------- | --------- | --------------- |
| Médaille d'or      | Matthew McElroy  | États-Unis  | 1 h 44 min 49 s | Audrey Merle     | France    | 1 h 57 min 8 s  |
| Médaille d'argent  | Gábor Faldum     | Hongrie     | 1 h 45 min 9 s  | Annika Koch      | Allemagne | 1 h 57 min 31 s |
| Médaille de bronze | Samuel Dickinson | Royaume-Uni | 1 h 45 min 16 s | Mathilde Gautier | France    | 1 h 57 min 38 s |

### Miyazaki[7]
| Position           | Hommes                  | Hommes   | Hommes      | Femmes                | Femmes      | Femmes         |
| Position           | Nom                     | Pays     | Temps       | Nom                   | Pays        | Temps          |
| ------------------ | ----------------------- | -------- | ----------- | --------------------- | ----------- | -------------- |
| Médaille d'or      | Gianluca Pozzatti       | Italie   | 53 min 11 s | Alberte Kjær Pedersen | Danemark    | 1 h 0 min 43 s |
| Médaille d'argent  | Alberto González García | Espagne  | 53 min 17 s | Ilaria Zane           | Italie      | 1 h 0 min 55 s |
| Médaille de bronze | Ricardo Batista         | Portugal | 53 min 18 s | Olivia Mathias        | Royaume-Uni | 1 h 0 min 56 s |

### Viña del Mar[8]
| Position           | Hommes               | Hommes  | Hommes      | Femmes                        | Femmes     | Femmes      |
| Position           | Nom                  | Pays    | Temps       | Nom                           | Pays       | Temps       |
| ------------------ | -------------------- | ------- | ----------- | ----------------------------- | ---------- | ----------- |
| Médaille d'or      | David Castro Fajardo | Espagne | 50 min 52 s | Sandra Dodet                  | France     | 57 min 13 s |
| Médaille d'argent  | Diego Moya           | Chili   | 50 min 55 s | Gina Sereno                   | États-Unis | 57 min 15 s |
| Médaille de bronze | Jawad Abdelmoula     | Maroc   | 50 min 56 s | Maria Carolina Velasquez Soto | Colombie   | 57 min 22 s |

## Par nation
| Rang | Nation      | Victoires |
| ---- | ----------- | --------- |
| 1    | France      | 5         |
| 2    | Allemagne   | 2         |
| -    | Espagne     | 2         |
| 4    | Brésil      | 1         |
| -    | Danemark    | 1         |
| -    | États-Unis  | 1         |
| -    | Hongrie     | 1         |
| -    | Italie      | 1         |
| -    | Royaume-Uni | 1         |
| -    | Suède       | 1         |